# Miloš Pražák
Miloš Pražák (Praga, 24 giugno 1940) è un ex cestista e dirigente sportivo cecoslovacco, dal 1993 ceco.

## Carriera
Con la Cecoslovacchia ha disputato due edizioni dei Campionati europei (1961, 1963).

## Palmarès
- Campionato cecoslovacco: 1

Spartak Praga Sokolovo: 1959-60